# SunTrust Indy Challenge 2007
SunTrust Indy Challenge 2007 var den nionde deltävlingen i IndyCar Series 2007. Racet kördes den 30 juni på Richmond International Raceway. Dario Franchitti tog sin tredje seger för säsongen, och skaffade sig ett signifikativt grepp om mästerskapet. Han höll undan för seriens tvåa Scott Dixon, och låg med det 65 poäng före Dixon efter drygt halva säsongen. Dan Wheldon hängde på Dixon med en tredjeplats, medan även Tony Kanaan minimerade sitt poängtapp till topptrion, genom att bli fyra.

## Slutresultat
| Plats | Förare            | Team                     | Grid |
| ----- | ----------------- | ------------------------ | ---- |
| 1     | Dario Franchitti  | Andretti Green Racing    | 1    |
| 2     | Scott Dixon       | Chip Ganassi Racing      | 3    |
| 3     | Dan Wheldon       | Chip Ganassi Racing      | 4    |
| 4     | Tony Kanaan       | Andretti Green Racing    | 2    |
| 5     | Buddy Rice        | Dreyer & Reinbold Racing | 12   |
| 6     | Danica Patrick    | Andretti Green Racing    | 8    |
| 7     | Tomas Scheckter   | Vision Racing            | 10   |
| 8     | Scott Sharp       | Rahal Letterman Racing   | 7    |
| 9     | Vitor Meira       | Panther Racing           | 9    |
| 10    | Ed Carpenter      | Vision Racing            | 15   |
| 11    | Hélio Castroneves | Team Penske              | 6    |
| 12    | Marco Andretti    | Andretti Green Racing    | 14   |
| 13    | A.J. Foyt IV      | Vision Racing            | 17   |
| 14    | Darren Manning    | A.J. Foyt Enterprises    | 13   |
| 15    | Sam Hornish Jr.   | Team Penske              | 5    |
| 16    | Sarah Fisher      | Dreyer & Reinbold Racing | 16   |
| 17    | Kosuke Matsuura   | Panther Racing           | 18   |
| 18    | Jeff Simmons      | Rahal Letterman Racing   | 11   |
| 19    | Milka Duno        | SAMAX Motorsport         | 19   |